# Râul Valea Vopselelor
Râul Valea Vopselelor este un curs de apă, afluent al râului Valea Peșterii. 